# کلاین-اولسدا
کلاین-اولسدا (به هلندی: Klein-Ulsda) یک منطقهٔ مسکونی در هلند است که در وسترولد واقع شده‌است. کلاین-اولسدا ۴۵ نفر جمعیت دارد.